# Maria Romanowa (1890–1958)

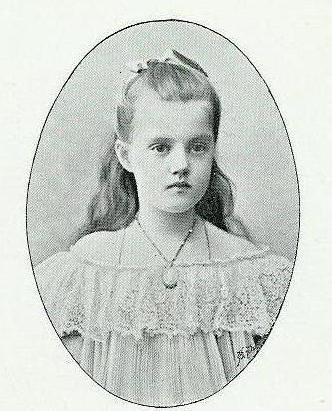
Maria Pawłowna w wieku lat 10

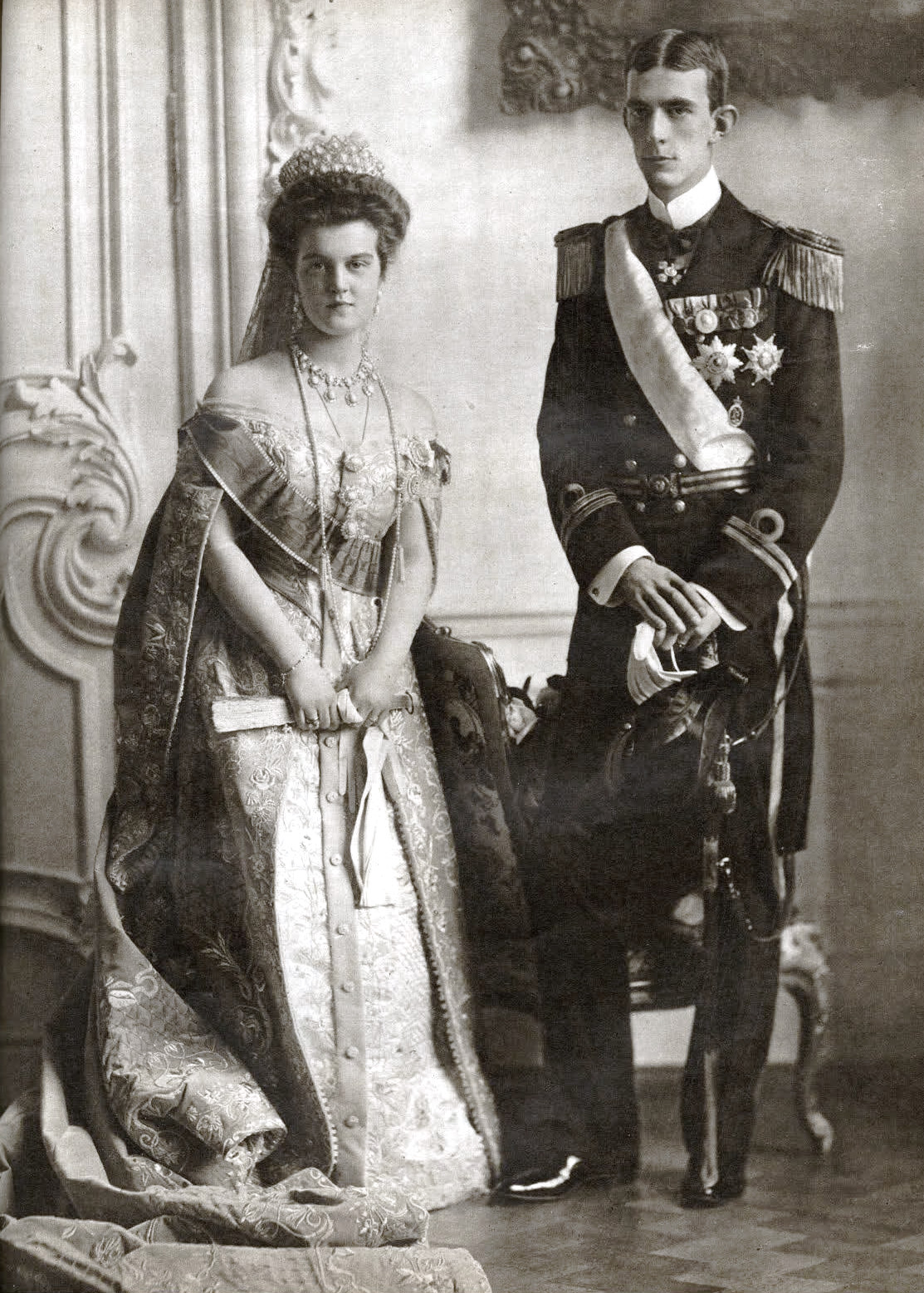
Ks. Wilhelm i Maria Pawłowna, zdjęcie ślubne (1908)

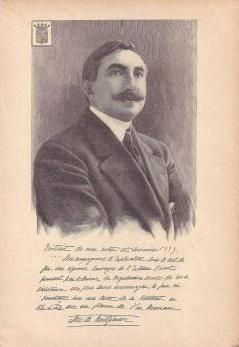
Ks. Ferdynand de Montpensier

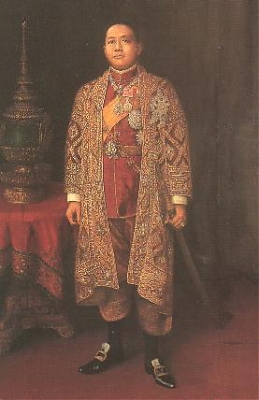
Król Syjamu Rama VI

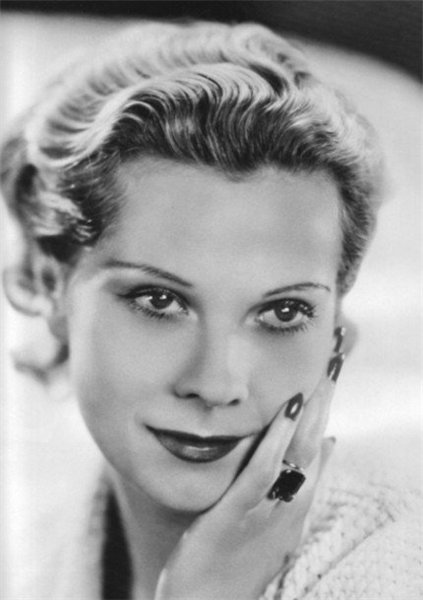
Ks. Natalia Pawłowna Paley (1905–1981), przyrodnia siostra Marii Pawłownej

Maria Pawłowna Romanowa (ur. 18 kwietnia 1890 w Sankt Petersburgu, zm. 13 grudnia 1958 w Konstancji) – wielka księżna Imperium Rosyjskiego, księżna Szwecji.

## Życiorys

### Wielka księżna rosyjska i księżna Szwecji
Maria Pawłowna była jedyną córką wielkiego księcia Pawła Aleksandrowicza (1860–1919), najmłodszego syna cara Aleksandra II, i ks. Aleksandry Greckiej (1870–1891). Matka zmarła wkrótce po narodzeniu syna Dymitra, ojciec, wygnany z dworu carskiego, wraz z kochanką (późniejszą żoną) Olgą Paley osiedlił się w Boulogne-sur-Seine koło Paryża, i dzieci oddano pod opiekę bezdzietnej wielkoksiążęcej pary Sergiusza Aleksandrowicza, gubernatora Moskwy, i Elżbiety Heskiej, siostry carycy Aleksandry. Nauki Maria Pawłowna pobierała w domu swych zastępczych rodziców. W 1905 Siergiej Aleksandrowicz padł ofiarą zamachu Iwana Kalajewa – członka Organizacji Bojowej eserowców, a Elżbieta usunęła się do założonego przez siebie klasztoru w Moskwie. Maria i Dymitr przenieśli się do odziedziczonego po Sergiuszu Pałacu Marmurowego w Petersburgu.
W roku 1908, działając według tradycji dawnych „mariażów politycznych”, wydano Marię za mąż za szwedzkiego księcia krwi Wilhelma z dynastii Bernadotte, oficera marynarki szwedzkiej, drugiego syna króla Gustawa V. Ślub miał miejsce 3 maja w Carskim Siole, po czym para przeniosła się do Szwecji, gdzie jako rezydencję otrzymała stary i niewygodny zamek Tullgarn koło Södertälje. Wkrótce Maria, która otrzymała pokaźny posag, wybudowała dużą nowoczesną willę „Oakhill” w sztokholmskiej dzielnicy Djurgården (dziś: ambasada Włoch), gdzie w 1909 urodził się jedyny syn Lennart.
Małżeństwo już w zaraniu było niezbyt szczęśliwe. Na dworze sztokholmskim panowała sztywna i surowa etykieta, królowa Wiktoria Badeńska od początku stworzyła dysonans między młodymi małżonkami, nakazawszy Marię tytułować „Jej Cesarską Wysokością”, podczas gdy Wilhelm pozostał „Jego Królewską Wysokością”, co go drażniło; Maria posiadała pokaźne zasoby finansowe, a Wilhelm niewielkie. Dodatkowo para była, przy całym swym braku doświadczenia w tej sferze (Wilhelm przez parę miesięcy żony nawet nie dotknął), seksualnie niedobrana. Lennart wyraził się wręcz „ojciec był złym kochankiem”, co musiał usłyszeć od matki. Jako marynarz, Wilhelm często wyruszał na różne rejsy i ćwiczenia, a Maria przebywała najchętniej w towarzystwie młodych i przystojnych oficerów kawalerii. W 1911 Wilhelm i Maria zostali wysłani jako przedstawiciele dworu szwedzkiego na koronację króla Syjamu Ramy VI do Bangkoku, gdzie Maria miała romans z francuskim Burbonem Orleańskim, najmłodszym synem hrabiego Paryża księciem Ferdynandem de Montpensier (1884–1924) i być może z nowo koronowanym królem Syjamu, gdyż później wspomniała „zaloty były burzliwe, ale nie chciałam zostać jego dwunastą żoną„.
W 1913 królowa Wiktoria Badeńska nakazała Marii przyłączyć się do niej na Capri, gdzie odbywała „terapię” pod opieką nieco demonicznego lekarza Axela Munthego, który wobec Marii zachował się w sposób fizycznie bardzo nachalny (najprawdopodobniej wykorzystał ją seksualnie), tak że księżna w popłochu opuściła Capri. Powiedziała później: „nie było możliwe pozostać w rodzinie, która miała takiego lekarza domowego„. W tym samym roku Maria opuściła Szwecję i Wilhelma i powróciła do Petersburga, w 1914 nastąpił rozwód. Syna Lennarta oddano pod opiekę babki Wiktorii Badeńskiej i odebrano Marii prawo widywania się z nim. Przez wszystkie lata do 1945 spotkała się z Lennartem zaledwie parę razy.

### Pierwsza wojna światowa i rewolucja w Rosji
Wkrótce po rozwodzie Marii z Wilhelmem wybuchła I wojna światowa. W 1914 ojcu Pawłowi Aleksandrowiczowi i jego drugiej rodzinie zezwolono na powrót do Rosji (zamordowali go bolszewicy w 1919). Cały okres wojny Maria Pawłowna spędziła na froncie jako pielęgniarka Czerwonego Krzyża. Pracowała najpierw nad granicą Prus Wschodnich, potem w okolicach Pskowa. W roku 1916, po zabójstwie Rasputina, powróciła do Carskiego Sioła, gdzie zastała ją rewolucja. W roku 1917 w Pawłowsku wyszła ponownie za mąż za księcia Siergieja Michajłowicza Putiatina (1893–1966), syna administratora pałaców cesarskich, i miała z nim urodzonego w 1918 syna Romana, który zmarł w pierwszym roku życia. Władze reżymów i Kierenskiego i Lenina pozostawiły ją początkowo w spokoju, ale latem 1918, po zwycięstwie bolszewików, sytuacja zaczęła być groźna – była kuzynką zamordowanego właśnie cara – a więc Maria wysłała poprzez ambasadę szwedzką w Petersburgu swe klejnoty do Sztokholmu, zostawiła syna pod opieką teściów Putiatinów i udała się wraz z mężem (oboje w przebraniu) na okupowaną przez Niemców Ukrainę, skąd przez Odessę udało im się przedostać do Bukaresztu, gdzie jakiś czas pozostali jako goście króla Ferdynanda I. Wkrótce dołączyli się do nich teściowie z synkiem Marii, który zapadł na infekcję dróg oddechowych i zmarł.

### Na emigracji
Z dworu bukareszteńskiego Putiatinowie udali się do Paryża, wówczas największego centrum białej emigracji rosyjskiej. Pieniądze ze sprzedaży klejnotów wystarczyły na otwarcie atelier krawieckiego w stolicy Francji, firmy „Kitmir”, która początkowo szła bardzo dobrze, produkując haftowane tekstylia, które były wówczas w modzie i które promowała przyjaciółka Marii, Coco Chanel. Putiatin podjął pracę jako urzędnik bankowy, ale małżeństwo wkrótce (1923) się rozpadło ze względu na „różnice w podstawowym stosunku do życia”. Wkrótce firma Kitmir także upadła, gdyż haftowane tekstylia wyszły z mody, ale Maria dawała sobie nieźle radę – zajęła się teraz fotografią artystyczną, malarstwem i pisaniem wspomnień, jej dwa tomy wspomnień przyniosły jej niezłe dochody. Oprócz tego dostawała niekiedy dotacje od byłego teścia Gustawa V, który zachował dla niej przyjazne uczucia, wyrobił dla niej obywatelstwo szwedzkie i tzw. paszport gabinetowy, przysługujący tylko członkom rodziny królewskiej (przedtem, jako bezpaństwowiec, podróżowała z paszportem nansenowskim grubości 60 stron i potrzebowała masę wiz). Zapraszana przez różnych arystokratów i nowobogackich milionerów, jeździła od zamku do zamku we Francji, Szwecji, Niemczech i Hiszpanii, wszędzie fetowana, biegle mówiąca po rosyjsku, szwedzku, francusku, angielsku i hiszpańsku. Około roku 1930 przeniosła się do USA, gdzie utrzymywała się z fotografii i artykułów w czasopismach oraz z prelekcji na tematy rosyjskie, dobrze wówczas płatnych. Nigdy nie starała się o obywatelstwo amerykańskie, gdyż USA uznały reżim sowiecki, który wymordował większość jej krewnych. Załamana psychicznie po śmierci brata Dymitra Pawłowicza (1941), przeniosła się do Buenos Aires, gdzie żyła z dziennikarstwa oraz ze sporządzania rysunków do filmów animowanych.

### Ostatnie lata
Po zakończeniu II wojny światowej Maria Pawłowna, teraz już jedna z ostatnich Romanowych posiadających prawo do tytułu wielkoksiążęcego (potomkowie dalszych generacji mieli tytuł „księcia krwi cesarskiej”) powróciła do Europy i kontynuowała swoje przedwojenne życie, jeżdżąc od zamku do zamku z olbrzymim bagażem, zawierającym masę książek, utensylia fotograficzne i maszynę do szycia.
Jej kłopoty finansowe skończyły się po 1950, gdyż zmarły w tym roku król Gustaw V zapisał jej w swym testamencie pokaźną sumę pieniędzy, tak że mogła żyć z odsetek od kapitału. Wkrótce przeniosła się do syna Lennarta do Mainau, ale współżycie z jego rodziną nie układało się najlepiej, „przybierała wielkoksiążęce tony, strofowała dzieci, zachowywała się jak pani domu”, tak że Lennart załatwił jej komfortowe mieszkanie w domu dla seniorów w pobliskiej Konstancji. Od 1955 cierpiąca na ciężką sklerozę, zmarła w 1958 w szpitalu w Konstancji na zapalenie płuc.
Wypełniając jej ostatnie życzenie, Lennart Bernadotte sprowadził z Davos szczątki jej ukochanego brata Dymitra i pochował oboje rodzeństwa w krypcie kościółka zamkowego w Mainau.